# Pseudopanurgus andrenoides
Pseudopanurgus andrenoides är en biart som först beskrevs av Smith 1853.  Pseudopanurgus andrenoides ingår i släktet Pseudopanurgus och familjen grävbin. Inga underarter finns listade i Catalogue of Life.